# Kateřina Tučková
Kateřina Tučková (Brno, 31 de octubre de 1980) es una escritora, dramaturga, historiadora del arte, curadora y publicista checa especialmente conocida por ser la autora de los libros El legado de las diosas (Žítkovské bohyně) y La Expulsión de Gerta Schnirch (Vyhnání Gerty Schnirch). Tučková consiguió el premio Magnesia Litera (el premio más prestigioso de las letras checas) por ambos – en 2010 por La Expulsión de Gerta Schnirch y en 2012 por El legado de las diosas Blancos. Además, Tučková es la autora checa más vendida de 2012.
Tučková escribe para varios medios de comunicación (Respekt, Salon, Právo, Deník N, Tvar, Literární noviny, Weles) y en su sitio web (https://www.katerina-tuckova.cz/) claramente destaca que no coopera con los medios que son de propiedad (o están bajo control) del ministro actual Andrej Babiš, porque Tučková lo ve como un conflicto de intereses inaceptable y una violación de valores democráticos.

### Biografía
Tučková nació en 1980 en Brno. Creció en un pueblo de Moravia del Sur. Terminó el colegio en Brno (1995–1999) y entre los años 1999 y 2006 estudió Historia del arte y Filología Checa en la Universidad Masaryk. En 2014 se graduó en el Instituto de Historia del Arte de la Universidad Charles Carolina  con una disertación sobre el grupo de artistas Radar (skupina Radar), que se enfoca en el trabajo de grupos artísticos que trabajaron en el periodo del totalitarismo comunista.

### El legado de las diosas
Kateřina Tučková publicó su libro El legado de las diosas en 2012. En este libro Tučková aborda nuevamente un tema de la historia checa que se desarrolla en la región rural de los Cárpatos Blancos y trata del destino de las mujeres de esta región. Corrían rumores de que estas mujeres tienen la sabiduría y la intuición de lo más alto y que son capaces de diosear (bohovat), es decir pedirle ayuda a Dios y a través de estas peticiones pueden ver el futuro, curar y ayudar con varios problemas. La protagonista se llama Dora Idesová, vive en los tiempos del comunismo y es la última diosa. Su madre se murió y después Dora vive con su tía Surmena. Desgraciadamente la policía secreta estatal (StB – Státní bezpečnost) identifica a Surmena como en una enemiga del estado y, por lo tanto, Surmena se convierte en una víctima del comunismo – la hospitalizan en un psiquiátrico y muere al cabo de cinco años a causa de la medicación. A Dora la encierran en un internado y a su hermano Jakub en un cuidado institucional. Dora sigue traumatizada años después y decide buscar respuestas sobre el caso de su tía y de las otras diosas. Las encuentra en el archivo del Ministerio del Interior...
La novela contiene historias verdaderas y acerca un tema fascinante de la historia checa de una forma excepcional. 
Kateřina Tučková describió su libro en una entrevista con ocasión de la entrega de los premios Magnesia Litera, cuando recibió el premio de los lectores por la novela Las diosas de los Cárpatos Blancos, así:
“...En el libro toda la serie de historias de las diosas son reales. El personaje que investiga sobre ellas, Dora Idesová, la narradora, es ficticia. La creé para poder encadenar las historias: es una investigadora, va al archivo y va descubriendo los destinos de las diferentes diosas“

### La Expulsión de Gerta Schnirch
La Expulsión de Gerta Schnirch (publicado en 2009) trata de una mujer joven y madre de una niña de pocos meses que vive en una familia checo-alemana en Brno. En la noche del 30 al 31 de mayo de 1945 Gerta y otros 25 000 habitantes de Brno de nacionalidad alemana y austríaca son obligados a abandonar la ciudad de Brno y les fuerzan a caminar sin descanso 32 kilómetros desde la ciudad de Brno hasta el pueblo de Pohořelice. La protagonista Gerta Schnirch se salva porque se queda en Moravia del Sur haciendo trabajos forzados. Más tarde vuelve a Brno y vive otras historias turbulentas de la segunda mitad del siglo XX.
La novela enfrenta los dolorosos temas de la culpa, la venganza y el perdón entre los checos y los alemanes en el inconfundible ambiente de Brno.
La vasta historia de Brno fue la fuente de inspiración para Tučková que vivió durante sus estudios en Bronx (un distrito del centro de Brno), el mismo lugar donde vivieron ciudadanos alemanes antes de la  Marcha de la Muerte en mayo de 1945. Aunque Tučková carece de antepasados alemanes, la expulsión de estos le llamó tanto la atención que escribió La Expulsión de Gerta Schnirch. Según Tučková apenas se habla de la expulsión de alemanes de Brno y la principal razón de este desconocimiento procede del régimen comunista, que convirtió este tema en tabú. La novela de Kateřina Tučková es un importante medio para la autorreflexión de la nación checa, opina Pavel Janoušek.
En mayo de 2015, el Ayuntamiento de Brno fue el primero en emitir una Declaración de Reconciliación y Futuro Común, manifestando su pesar especialmente por lo ocurrido durante la Marcha de la muerte de Brünn.